# Philip Jones
Philip Jones (Bath, 12 maart 1928 – 17 januari 2000) was een Britse trompettist.

## Biografie
Philip Jones ontwikkelde zijn muzikale vaardigheden al op jonge leeftijd. Jones werd geboren in een trompettistenfamilie. Hij was vastbesloten om te bewijzen, dat koperblaasinstrumenten het publiek konden boeien en fascineren.
In 1944 kreeg hij een studiebeurs aan het Royal College of Music. Na voltooiing van zijn studie was hij trompettist bij de vooraanstaande Londense orkesten: Royal Philharmonic Orchestra (1956–1960), Philharmonia Orchestra (1960–1964), London Philharmonic Orchestra (1964–1965), New Philharmonia Orchestra (1965–1967) en BBC Symphony Orchestra (1967–1971).
In 1951 formeerde hij het Philip Jones Brass Ensemble (PJBE), een van de eerste brassbands. Het ensemble breidde zich uit van vijf naar tien leden. Na 1971 concentreerde hij zich volledig op het ensemble. Met de PJBE nam hij meer dan vijftig platen op en toerde hij in meer dan dertig landen in de hele wereld, waaronder Europa, de Verenigde Staten, Azië en Australië. Jones was befaamd voor zijn uiterst zorgvuldige voorbereiding voor ieder optreden tot in het kleinste detail. Terwijl de muzikanten voor het optreden iets gingen eten, wilde hij alleen op het podium blijven en zorgvuldig alle muziekstandaards en stoelen positioneren. Het ensemble was befaamd voor haar opvoeringen van koorwerken van Monteverdi en Händel. Ze waren een van de eersten, die werken van Giovanni Gabrieli voor koperblaasinstrumenten weer oppakten. Jones gaf Hans Werner Henze en andere eigentijdse componisten de opdracht om nieuwe werken voor deze bezetting te schrijven. In totaal voerde het Philip Jones Brass Ensemble 87 wereldpremières op.
In 1986 reed hij per ongeluk met zijn auto over zijn eigen trompetkoffer. Hij vatte dit incident op als noodlot en besloot om zich terug te trekken uit de concertoptredens. Hij concentreerde zijn kracht toenemend op de opleiding van jonge muzikanten en begon zijn tweede carrière als muziekdocent. In 1988 werd hij benoemd tot directeur van het Trinity College of Music in Londen. Hij perfectioneerde deze school, tot haar naam op een lijn stond met de Royal Academy of Music en het Royal College of Music. Uit deze functie trok hij zich in 1994 terug. In 1995 was hij voorzitter van het Musician Benevolent Fund. In 1977 werd hij onderscheiden met de Order of the British Empire en in 1986 met de hoogste eretitel Commander of the Order of the British Empire.

## Privéleven en overlijden
Als hij niet werkte, bracht hij zijn tijd door in Londen en Zwitserland, het geboorteland van zijn echtgenote Ursula Strebi. Philip Jones overleed in januari 2000 op 71-jarige leeftijd.